# II Inspekcja Armii Cesarstwa Niemieckiego
II Inspekcja Armii Cesarstwa Niemieckiego (niem. II. Armeeinspektion) – jedna z inspekcji armii Cesarstwa Niemieckiego.

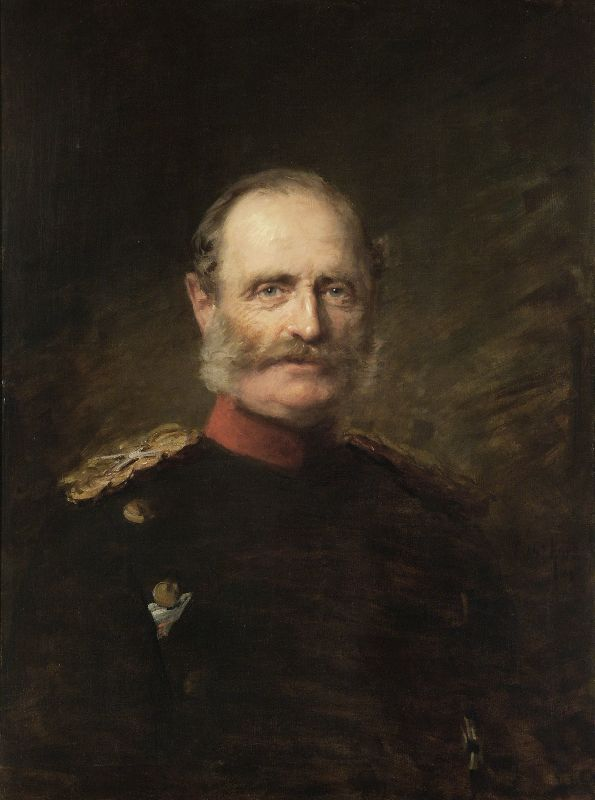
Jerzy I Wettyn

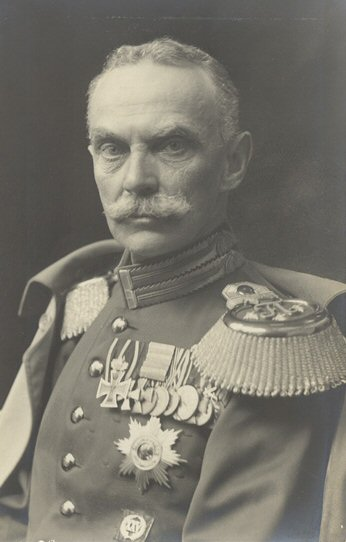
Bernhard III

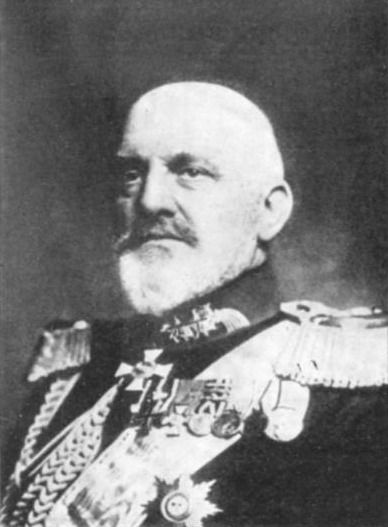
Josias von Heeringen

## Stan na rok 1889
- Generalny Inspektor: Jerzy I Wettyn
- Miejsce stacjonowania: Drezno
- Podległe korpusy armijne:
  - V Korpus Armijny
  - VI Korpus Armijny
  - XII Korpus Armijny

## Stan na rok 1906
- Generalny Inspektor: Bernard III, książę Saksonii-Meiningen
- Miejsce stacjonowania: Meiningen
- Podległe korpusy armijne:
  - V Korpus Armijny
  - VI Korpus Armijny
  - XII Korpus Armijny
  - XIX Korpus Armijny

## Stan na rok 1914
- Generalny Inspektor: Generaloberst Josias von Heeringen
- Miejsce stacjonowania: Berlin
- Podległe korpusy armijne:
  - Korpus Armijny Gwardii
  - XII Korpus Armijny
  - XIX Korpus Armijny